# Kloetinge
Kloetinge je vas v nizozemski provinci Zelandija (Zeeland). 